# Hirebudur, Devadurga
Hirebudur là một làng thuộc tehsil Devadurga, huyện Raichur, bang Karnataka, Ấn Độ.